# Capitão geral do mar

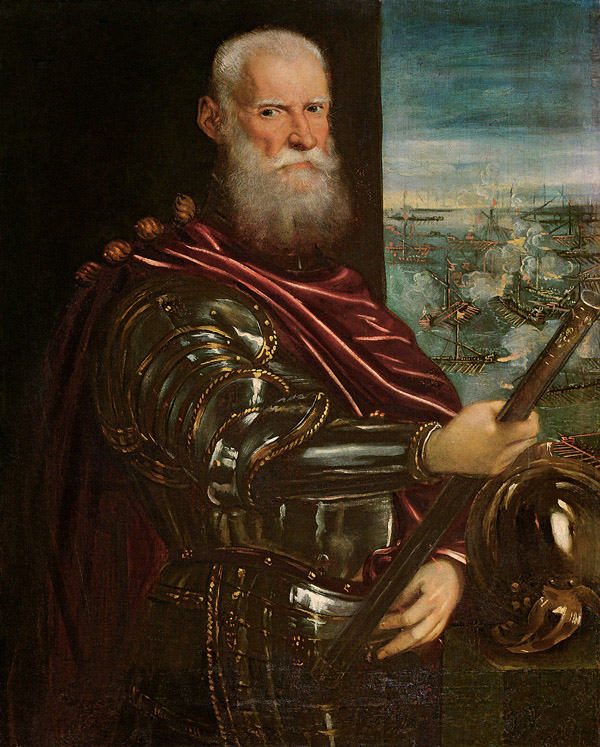
Capitão Sebastiano Venier na Batalha de Lepanto. Pintura de Tintoretto

Capitão geral do mar (em vêneto: Capitano Generale da Mar) foi o comandante-em-chefe da marinha veneziana. Como todos os oficiais de Veneza, o capital geral era responsável pelos conselhos que compõem o governo veneziano (como o Grande Conselho ou a Signoria), mas gozou de autoridade completa sobre todos os comandantes e oficiais navais, bem como oficiais nas colônias ultramarinas para assuntos relacionados com a frota.